# جازمون غواثمي
جازمون غواثمي (بالإنجليزية: Jazmon Gwathmey) مواليد 24 يناير 1993 في فرجينيا، هي لاعبة كرة سلة أمريكية. بدأت مسيرتها الاحترافية في سنة 2016. تم اختيارها من قبل فريق مينيسوتا لينكس خلال الدرافت. تلعب مع إنديانا فيفر في دوري الاتحاد الوطني لكرة السلة النسائية. وتحمل الرقم 1. يبلغ طولها 6 قدم 2 بوصة (1.9 م).

## روابط خارجية
- جازمون غواثمي على موقع الاتحاد الوطني لكرة السلة النسائية (الإنجليزية)
- جازمون غواثمي على موقع كرة السلة الأوروبية.كوم (الإنجليزية)
- جازمون غواثمي على موقع كلية كرة السلة في سبورتس رفرنس.كوم (الإنجليزية)
- جازمون غواثمي على موقع بروبوليرز (الإنجليزية)
- جازمون غواثمي على موقع سبورتس رفرنس (الإنجليزية)
- جازمون غواثمي على موقع سبورتس رفرنس (الإنجليزية)
- جازمون غواثمي على موقع اللجنة الأولمبية الدولية (الإنجليزية)
- جازمون غواثمي على موقع أوليمبيديا (الإنجليزية)